# Nycticebus bancanus
Nycticebus bancanus es una especie de primate estrepsirrino del género Nycticebus (loris perezosos). Se encuentra en el sudeste de la isla de Borneo y en la Isla de Bangka.

## Taxonomía
Antes de su descubrimiento, los especímenes en museos de esta especie fueron identificados como loris de Borneo (Nycticebus menagensis), que fue descrito inicialmente como Lemur menagensis en 1893 por el naturalista inglés Richard Lydekker. En 1906, Marcus Ward Lyon describió a N. bancanus por primera vez, señalando sus similitudes con N. borneanus, que también describió en la mismo publicación. En 1952, todos los loris perezosos fueron clasificados dentro de una sola especie, Nycticebus coucang. En 1971 se revisó el género y se clasificó el lori pigmeo (Nycticebus pygmaeus) como especie independiente. Además, se reconocieron cuatro subespecies de N. coucang, incluyendo al lori de Borneo, N. coucang menagensis. De ahí en adelante N. borneanus fue considerado un sinónimo de N. coucang menagensis. En 2006, el lori de Borneo fue elevado al grado de especie —N. menagensis— cuando los análisis genéticos probaron que era diferente a N. coucang.
En 2012, a raíz de revisiones realizadas en especímenes de museo y fotografías atribuidas a la especie N. menagensis, se reconocieron dos de sus subespecies como nuevas especies Nycticebus bancanus y Nycticebus borneanus. Además se identificó una nueva especie, Nycticebus kayan. Todas las nuevas especies descritas se diferencian por los patrones de coloración en el pelaje facial.